# Gran Premi de Doha de motociclisme
El Gran Premi de Doha de motociclisme (oficialment, en anglès: Tissot Grand Prix of Doha) fou un Gran Premi de motociclisme que es va celebrar a l'abril del 2021 al Circuit Internacional de Lusail, prop de Doha (Qatar), dins del calendari del Campionat del món de motociclisme. Es va introduir com a resposta a la pandèmia de COVID-19 i es va celebrar en aquella única ocasió.

## Nom oficial i patrocinador
- Tissot Grand Prix of Doha

## Lloc i data
- Circuit Internacional de Lusail (Doha), 2-4 d'abril del 2021

## Guanyadors
| Any  | Moto3        | Moto3 | Moto2     | Moto2 | MotoGP           | MotoGP | Detalls |
| Any  | Pilot        | Moto  | Pilot     | Moto  | Pilot            | Moto   | Detalls |
| ---- | ------------ | ----- | --------- | ----- | ---------------- | ------ | ------- |
| 2021 | Pedro Acosta | KTM   | Sam Lowes | Kalex | Fabio Quartararo | Yamaha | Detalls |